# Krikor Bedros VI. Jeranian
Krikor Bedros VI. Jeranian OAM, auch Gregor Petrus VI. Jeranian, (* ?; † 22. September 1840) war der sechste armenisch-katholische Patriarch von Kilikien. In der armenisch-katholischen Kirche wird er als ein „Wunderpatriarch“ verehrt.

## Leben
Krikor Jeranian war ein Ordenspriester der Armenischen Antonianer und ausgebildeter Theologe und Jurist. Er sprach neben seiner Muttersprache Armenisch auch Arabisch, Türkisch, Lateinisch und Italienisch. Als überzeugender Seelsorger war er für seine Predigten bekannt. Jeranian war vor seiner Ernennung zum Patriarchen Bischof der untergegangenen Eparchie Marasc. Er wurde am 23. Juni 1812 zum Patriarchen von Kilikien gewählt. Papst Pius VII. (1800–1823) bestätigte ihn am 8. April 1815 in seinem Amt.

## Politische Umstürze
In den Jahren 1828 bis 1840 drohte mehrmals das Ende der armenisch-katholischen Kirche. Der Frieden von Adrianopel (14. September 1829) beendete den 1828 ausgebrochenen russisch-türkischen Krieg. Russland erhielt fast die gesamte Donaumündung und große Teile Armeniens. Französische Truppen eroberten 1830 Algerien und 1831 kündigte der osmanische Statthalter in Ägypten, Muhammad Ali Pascha, dem osmanischen Sultan Mahmud II. die Gefolgschaft und besetzte Syrien. Armenisch-katholische Priester und Gläubige wurden verfolgt und mussten flüchten. Viele armenisch-katholische Geistliche versteckten sich in diesen unruhigen Jahren in Klöstern bei Bzommar. Das Priesterseminar in Bzommar musste vorübergehend seine Lehrtätigkeit einstellen und die Seminaristen mussten entlassen werden. Die neuen Machthaber versuchten die armenisch-katholische Kirche mit der armenisch-orthodoxen Kirche zu vereinigen. Patriarch Bedros VI. erhielt jedoch 1830 von Mahmud II. die Garantie für die Unabhängigkeit der armenisch-katholischen Kirche und begann in den Jahren 1830 bis 1833 mit dem Wiederaufbau der Eparchien. 
Der 1839 erneut ausgebrochene Konflikt zwischen dem Osmanischen Reich und Muhammad Ali Pascha um den Besitz von Syrien weitete sich zur Orientkrise aus, an der auch die europäischen Mächte beteiligt waren. Zum Schutz der armenisch-katholischen Christen bot Bedros V. sein Leben als Pfand an.

## Wundertäter
Schon zu Lebzeiten begleitete ihn der Ruf als Wundertäter. Bereits kurz nach seinem Tod begann die Heiligenverehrung und die Verehrung als Wunderheiler. Bei der Erhebung seiner Gebeine fand man diese unversehrt vor. Bedros VI. gilt auch heute noch als ein Volksheiliger in der armenisch-katholischen Kirche.